# Inatsisartut
De Inatsisartut (Deens: Grønlands Landsting, Groenlands: Kalaallit Nunaanni Inatsisartut) is het parlement van Groenland.
Het parlement is de wetgevende macht van de Groenlandse regering, een autonome provincie van Denemarken. Het parlement is opgericht op 1 mei 1979 en staat in het centrum van de Groenlandse hoofdstad Nuuk. Het parlement verkiest ook de Naalakkersuisut, de overheid van Groenland.
De huidige voorzitter is Hans Enoksen. De huidige coalitie bestaat uit Inuit Ataqatigiit en Naleraq, met gedoogsteun van Atassut.
In het Groenlands parlement wordt simultaan getolkt tussen Groenlands en Deens.

## Geschiedenis
Hier is een lijst van voorzitters van de Inatsisartut (Groenlands: Siulittaasoq):
| #   | Voorzitter van de Inatsisartut (geboren-overleden) | Termijn   | Partij            | Commentaar |
| --- | -------------------------------------------------- | --------- | ----------------- | ---------- |
| 1.  | Jonathan Motzfeldt (1938–2010)                     | 1979–1988 | Siumut            | [ 4 ]      |
| 2.  | Lars Chemnitz (1925–2006)                          | 1989–1991 | Atassut           | [ 4 ]      |
| 3.  | Bendt Frederiksen (1940–2012)                      | 1991–1995 | Siumut            | [ 4 ]      |
| 4.  | Knud Sørensen (1935–2009)                          | 1995–1997 | Atassut           | [ 4 ]      |
| 5.  | Jonathan Motzfeldt (1938–2010)                     | 1997      | Siumut            | [ 4 ]      |
| 6.  | Anders Andreassen (1944–)                          | 1997–1999 | Siumut            | [ 4 ]      |
| 7.  | Johan Lund Olsen (1958–)                           | 1999      | Inuit Ataqatigiit | [ 4 ]      |
| 8.  | Ole Lynge (1956–)                                  | 1999–2000 | Inuit Ataqatigiit | [ 4 ]      |
| 9.  | Anders Andreassen (1944–)                          | 2001      | Siumut            | [ 4 ]      |
| 10. | Daniel Skifte (1936–)                              | 2001–2002 | Atassut           | [ 4 ]      |
| 11. | Jonathan Motzfeldt (1938–2010)                     | 2002–2008 | Siumut            | [ 4 ]      |
| 12. | Ruth Heilmann (1945–)                              | 2008–2009 | Siumut            |            |
| 13. | Josef Motzfeldt (1941–)                            | 2009–2013 | Inuit Ataqatigiit |            |
| 14. | Lars Emil Johansen (1946–)                         | 2013–2018 | Siumut            |            |
| 15. | Hans Enoksen (1956–)                               | 2018      | Naleraq           |            |
| 14. | Vivian Motzfeldt (1972–)                           | 2018-2021 | Siumut            | [ 5 ]      |
| 15. | Hans Enoksen (1956–)                               | 2021-     | Naleraq           | [ 6 ]      |